# تكلفية (فن)

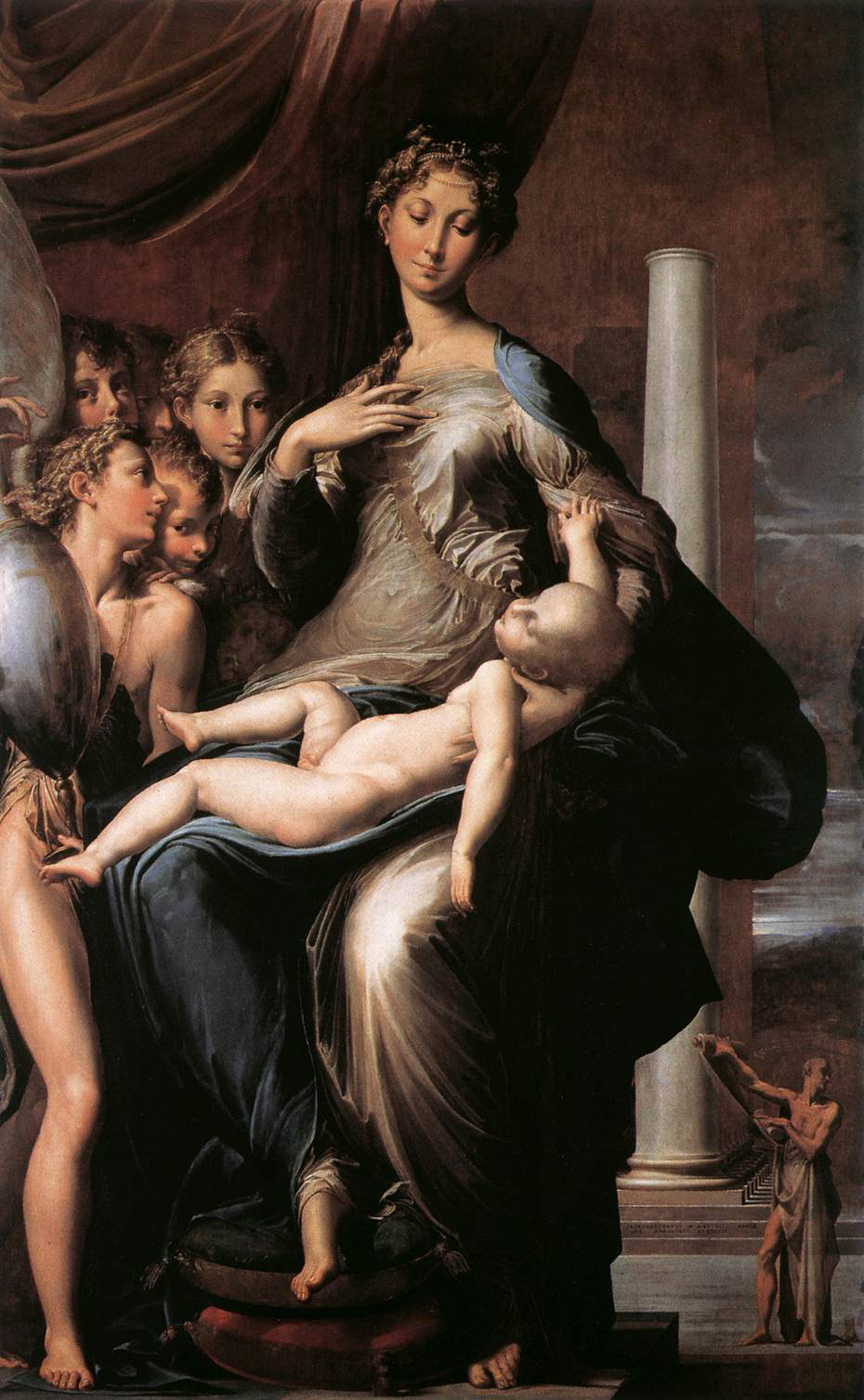
في لوحة بارميجيانينو مادونا ذات الرقبة الطويلة (1534-40)، يظهر أسلوب مانييريزمو في الأبعاد الممدودة، والطَرح المنمق للغاية، وعدم وجود منظور واضح.

الأسلوب المُتكَلَّف أو النهجية أو الأسلوبية أو التكلفية (بالإنجليزية: Mannerism)‏ هي حركة فنية أثرت في فن عصر النهضة الإيطالي في مرحلته الأخيرة، وشملت التصوير الزيتي والجداريات والنحت والعمارة، والفنون الصغرى. عملية توصيفها مثيرة للجدل على الرغم من أنها عرفت في البداية كتقليد للأساتذة الكبار في بدايات عصر النهضة (فعلى سبيل المثال، أراد تينتوريتو أن يرسم مثل ميغيل آنجلو ويلوّن مثل تيزيانو)، بعد ذلك فهمت كردة فعل معاكسة لجماليات الفن الكلاسيكي والتعقيد المتاهي، سواء على صعيد الشكل (الخط السيربينتيناتا، انامورفويسيس، المبالغة في الحركات، الرسمات، القوام، المفروشات والإضراب في العناصر المعمارية) أو من حيث المفهوم (الزج بالديكورات والتوازنات بداية عصر النهضة) ما يشبه الطابع الباروكي.
الهدف الكامن وراء التغيير، أن يتمرد الفنانون على المدرسة الاتباعية التي انتشرت في إيطاليا وأوروبا، والتي حددت الموضوعات التي يتناولها الفنانون؛ وكذلك التشكيلات الفنية، وفق قواعد ثابتة، وأنظمة لونية تحمل الانسجامات الموسيقية. وتأسست المحترفات الفنية التي حددت وسائل التعليم الفني، وأعطت شكلاً محدداً يصعب اختراقه أو التمرد عليه. وجاءت النهجية لتقوم بتبديل شامل، وتفضيل الفوضى عليه، أو التغريب والشذوذ على الهدوء والاعتدال والثقة. واستطاعت أن تضع لنفسها قواعدها الفنية المستقلة عن غيرها والتي أبعدتها عن أن تكون مجرد تيار سلبي يهاجم الاتباعية، ولها ما يسوّغ وجودها، وذلك لأن الواقع الأوروبيّ هو الذي دفع الفنانين للتمرد على الاتباعية. وقد غدا التغيير ضرورياً حين تحولت إلى (مثل أعلى) و (وهم)، بدلاً من أن تكون واقعاً حياتياً. واتجه الفنانون إلى إحلال السمات الذاتية محلها، أو الإحيائية بدلاً من الطابع المعياري الذي يعلو على الأشخاص تعميقاً لتجربة صوفية في الحياة، وصبغها بطابع روحاني جديد، أو نمو لنزعة شكلانية متكلفة، ينحل فيها كل شيء، ويسعى كل فنان إلى لغة التسابق أو التفوق على الآخرين، في مرحلة جديدة، طغت عليها الرغبة في التغيير في كل شيء.
ومن ناحية أخرى، تُعرّف التكلفية أيضاً على أنها فن المفكرين وفن النخبة، مخالفة تماماً الباروك الذي يتسم بالفن الحسي والشعبي. يعتبر التكلف مجرد امتداد للعبقرية الخلاّقة لكبار الفنانين في بدايات عصر النهضة مثل: ليوناردو، رفائيل، مايكل أنجلو، تيتسيانو وأتباعهم من أنصار أسلوب ليوناردو دافنشي الفني، وقد استهان النقاد ومؤرخو الفن بالتكلفية بوصفه أسلوبا مبالغا فيه ومتدنيا ورديئا نظراً لما يحتويه من إغراء جنسي وتكلف مصطنعع ولذلك لم تثمن مزاياه وأناقته بشكل كامل حتى تم إعادة تقييمه في القرن العشرين حيث بدأ ينظر إليه بطريقة إيجابية باعتباره مرجع ذاتي للفن.

## أصل الكلمة
يعود أصل مصطلح التكلف، إلى استخدام كلمة maniera باللغة الإيطالية في كتابات معينه من القرن السادس عشر، حيث كانت تعني لهم «شخصية فنية» أي الأسلوب بالمعنى الواسع للكلمة، بين عدة معان أخرى، ممثلة النواحي الأسلوبية والمراحل الزمنية (التكلف اليوناني والتكلف الكلاسيكي والتكلف الثالث الذي نريد تسميته التكلف الحديث)، ومن أبرز تلك الكتابات كتاب جورجيو فازراي (حياة أعظم الرسامين والنحاتين والمعماريين بدءًا منن تشيمابو وصولاً إلى عصرنا الحالي 1550-1568، المسمى اختصارًا «حياة الفنانين»). وفي النهاية، أُطلقت كلمة «مانيري» وتعني فناني التكلف على الفنانين المعاصرين للرسام الإيطالي فازراي الذين كانوا يرسمون على غرار الرسامين الإيطالين (ليوناردو دافنشي والذي يمثل «التكلف الليوناردي» والفنان رافاييل والذي يمثل «التكلف الرافايليي» والفنان ميكيل انجيلو الذي يمثل «التكلف العظيم» أو «التكلف الميجيلي»). وفي البداية حافظت التكلفية على ى وضوح الشخصية الفنيه بينما في النهاية اُستخدمت للتحقير والازدراء من فنانين أكاديمين في القرن السابع عشر لأن التكلف بالنسبة لهم كان فنا تقليديا باردا للأستاذة العظماء، على هيئة تمارين فنية نفيسة، وعلى شكل قوالب مصاغة فيي سلسلة من الأشكال.

## الأصل والتطور

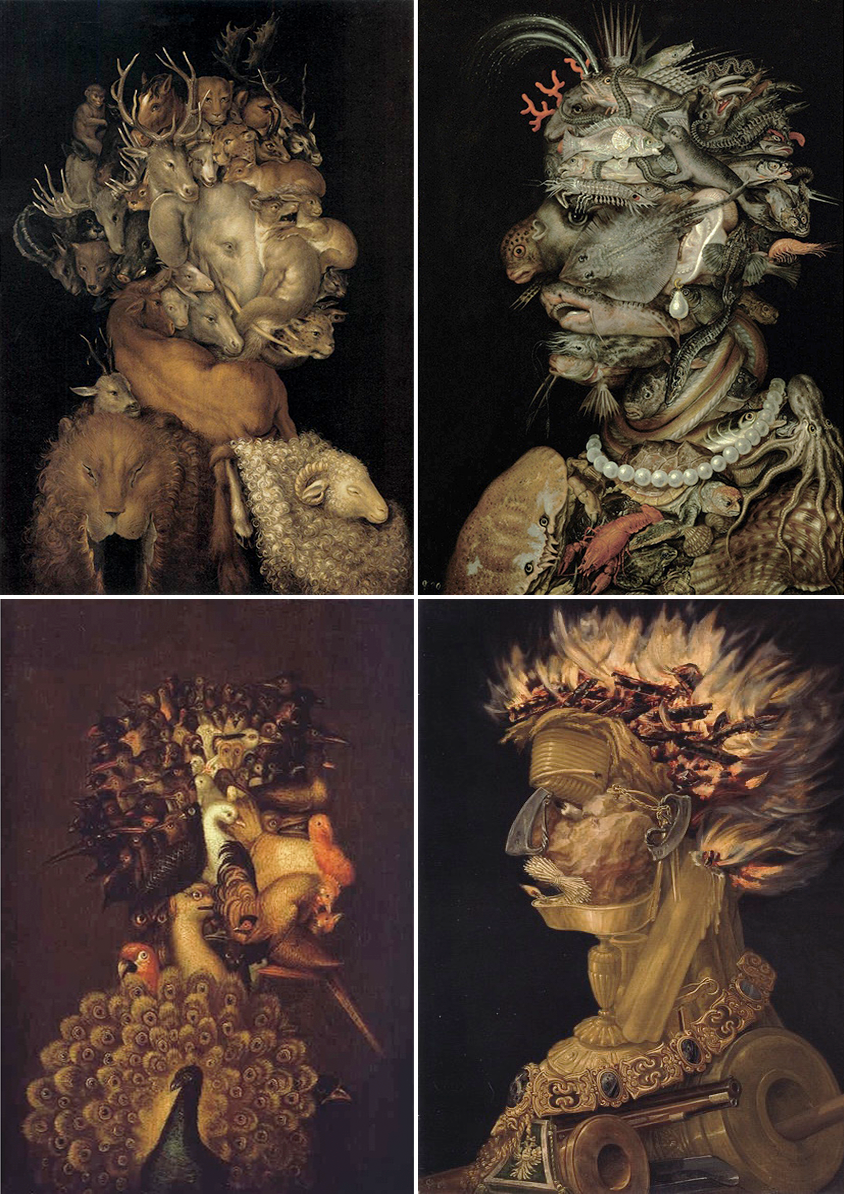
العناصر الأربعة سلسلة من اللوحات التي رسمها فنان عصر النهضة الأيطالي جوزيبي أرسيمبولدو عام 1566

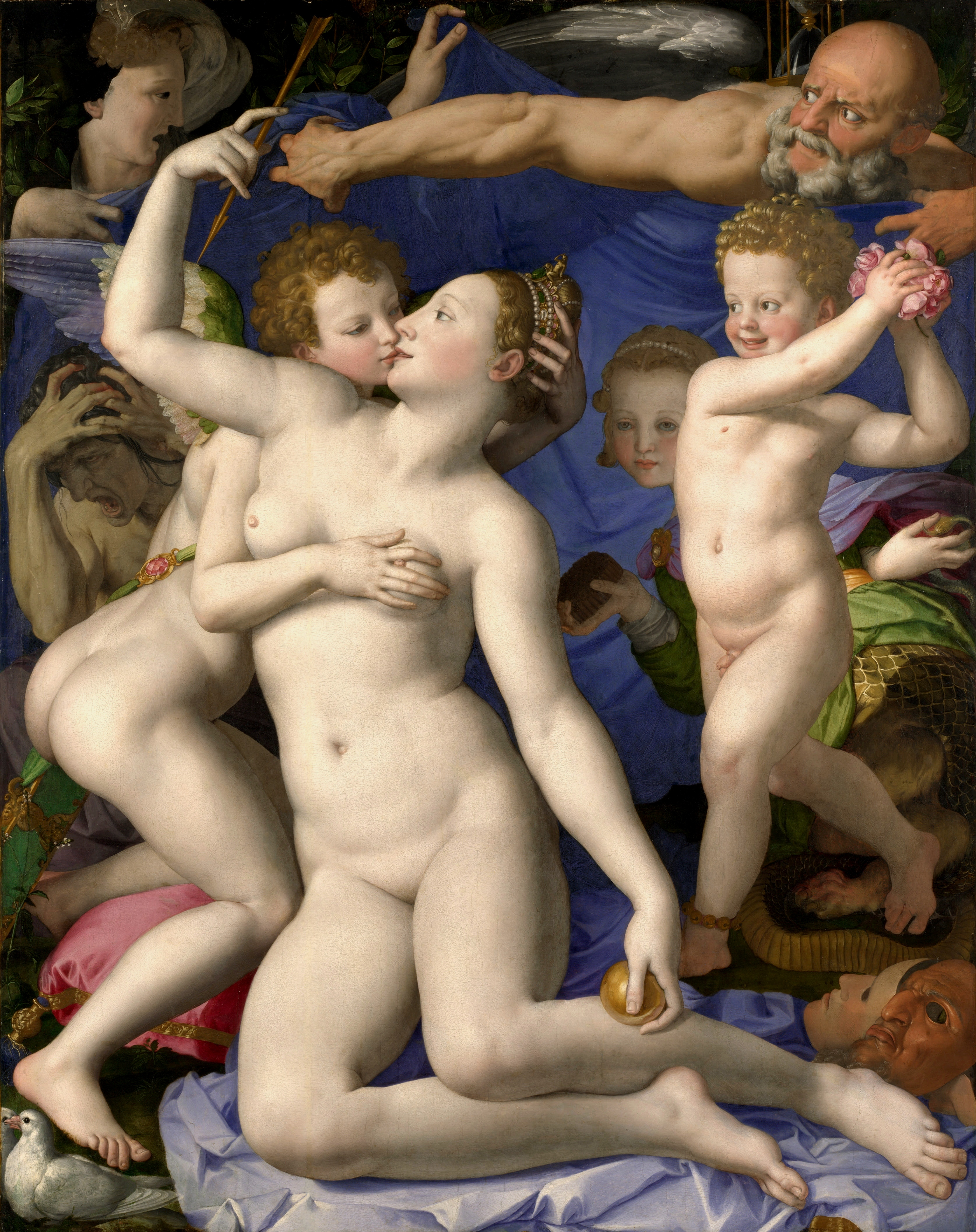
رمزية انتصار فينوس عام 1545 بريشة الرسام أغنولو برونزينو. المعرض الوطني ، لندن.

مع نهاية عصر النهضة العليا، عانى الفنانون الشباب من أزمة مفادها أنه من الواضح أن كل ما يُمكن إنجازه أُنجز مسبقًا. لم يعد هناك صعوبات تتطلب حلًا، سواء كانت صعوبات تقنية أو صعوبات من نوع آخر. بلغت المعرفة التفصيلية بعلم التشريح، والضوء، وعلم الفراسة، والطريقة التي يتعرف فيها البشر على العواطف في التعابير والإيماءات، والاستخدام المتطور للشكل البشري في التعبير المجازي، واستخدام التدرج الحاذق في الأسلوب حد الكمال. وجب على الفنانين الشباب إيجاد هدف جديد، وسعوا باتجاهات جديدة. بدأت النهجية في الظهور عند تلك النقطة. تطور الأسلوب الجديد بين عامي 1510 و 1520 في فلورنسا أو روما، أو في كلتا المدينتين في آن واحد.

### الأصول والقدوة
وُصفت هذه الفترة بأنها «امتداد طبيعي» لفن أندريا ديل سارتو، ومايكل أنجلو، ورافايل. طوّر مايكل أنجلو أسلوبًا خاصًا به في عمر صغير، وكان أسلوبه أصليًا بشكل عميق، بالإضافة إلى أنه قُدِّر بشكل كبير في بدايته، ثم نسخه وقلده فنانون آخرون ينتمون للفترة نفسها. كان أسلوب تيريبيليتا (بالإيطالية: Terribilita) أحد أكثر الأساليب التي أُعجب بها معاصريه، وهو شعور بعظمة مذهلة، وحاول فنانون لاحقون تقليده. تعلم فنانون آخرون أسلوب مايكل أنجلو العاطفي والشخصي للغاية عن طريق نسخ أعماله، وكانت تلك طريقة قياسية تعلمها الطلاب للرسم والنحت. شكّل سقف كنيسة سيستينا أمثلة أمكنهم اتباعها، بالأخص عرضه لمجموعة من الأشخاص التي يُطلق عليها عادة اسم إينودي (بالإيطالية: Ignudi) وعرضه للعرّاف الليبي، وردهة المكتبة اللورنتية، والأشكال الموجودة على قبر ميديسي، بالإضافة إلى كل ذلك لوحة الحساب الأخير. كان مايكل أنجلو في نهاية حياته واحدًا من أهم الاشخاص القدوة في النهجية. اقتحم الفنانون الشباب منزله وسرقوا لوحاته. أشار جورجو فازاري في كتابه حياة أكثر الرسامين والنحاتين والمعماريين تميزًا إلى أن مايكل أنجلو صرّح ذات مرة قائلًا: «لا يمكن للأتباع أبدًا التفوق على متبوعيهم».

#### الروح التنافسية
صقل الرعاة -ممن شجعوا الفنانين المدعومين على التأكيد على الأساليب البارعة والتنافس مع بعضهم مقابل عمولة- الروح التنافسية. ما دفع الفنانين للبحث عن طرق جديدة ومشاهد مُتفتحة بشكل كبير، والاهتمام بالتفصيل بالأزياء والتراكيب والتناسب الكبير والوضعيات الحديثة جدًا. أعطى بيير سوديريني، الذي كان يشغل منصب غونفالونييري العدل، مايكل أنجلو وليوناردو دافينشي عمولة مقابل تزيين حائط في قاعة الخمسمئة (بالإنجليزية: The Hall of Five Hindred) في فلورنسا. كان هذان الرسامان يتنافسان بالرسم جنبًا إلى جنب، ما يعزز الدافع لتحقيق أكبر قدر ممكن من الإبداع.

### بداية النهجية
تميز رواد النهجية الأوائل في فلورنسا -بالأخص تلاميذ أندريا ديل سارتو مثل بونتورمو وروسو فيورينتينو- بالأشكال الممتدة والوضعيات المتوازنة بشكل غير ثابت والمنظور الضعيف، والخلفيات غير المنطقية، والإضاءة المسرحية. كان بارميجانينو (تلميذ أنطونيو دا كوريدجو) وجوليو رومانو (رئيس مساعدي رافايل) يسلكان اتجاهات جمالية منمقة مشابهة في روما. نضج هؤلاء الفنانون متأثرين بعصر النهضة العليا، ووُصف أسلوبهم بأنه رد فعل أو امتداد مبالغ فيه لتلك الفترة. بدلًا من دراسة الطبيعة بشكل مباشر، بدأ الفنانون الأصغر سنًا بدراسة المنحوتات الهيلنستية ولوحات السادة ممن سبقوهم. لذا، يُعرَّف هذا الأسلوب عادة بأنه «مناهض للكلاسيكية»، ولكن في ذلك الوقت كان يُعد تطورًا طبيعيًا للنهضة العليا. امتدت المرحلة التجريبية الأولى للنهجية، التي تُعرف باسم الأشكال «المناهضة للكلاسيكية»، حتى عام 1540 أو 1550. كتبت مارشا بي. هال -وهي أستاذة في قسم تاريخ الفن في جامعة تيمبل- ملاحظات في كتابها الذي يحمل عنوان ما بعد رافايل (بالإنجليزية: After Raphael) أن وفاة رافايل المبكرة شكلت نقطة بداية للنهجية في روما.
في التحليلات القديمة، لوحظ أن النهجية برزت في بداية القرن السادس عشر بالتزامن مع عدد من الحركات الاجتماعية والعلمية والدينية والسياسية الأخرى مثل نظرية نيكولاس كوبرنيكوس حول مركزية الشمس، واحتلال روما (1527)، وتحدي الإصلاح البروتستانتي المتزايد لقوة الكنيسة الكاثوليكية. وبسبب ذلك كله، فُسّرت الأشكال الممتدة والمنحنية على أنها رد فعل على التراكيب المثالية السائدة في فن عصر النهضة العليا. لم تكن التفسيرات التي بررت التغيير الجذري في الأسلوب عام 1520 لصالح العلماء، على الرغم من كون الفن في مرحلة بداية النهجية يتناقض بشكل كبير مع اتفاقيات النهضة العليا، ولم يعُد يبدو أن الموصولية والتوازن التي حققتها لوحة مدرسة رافايل في أثينا موضع اهتمام بالنسبة إلى الفنانين الشباب.

## انتشار النهجية

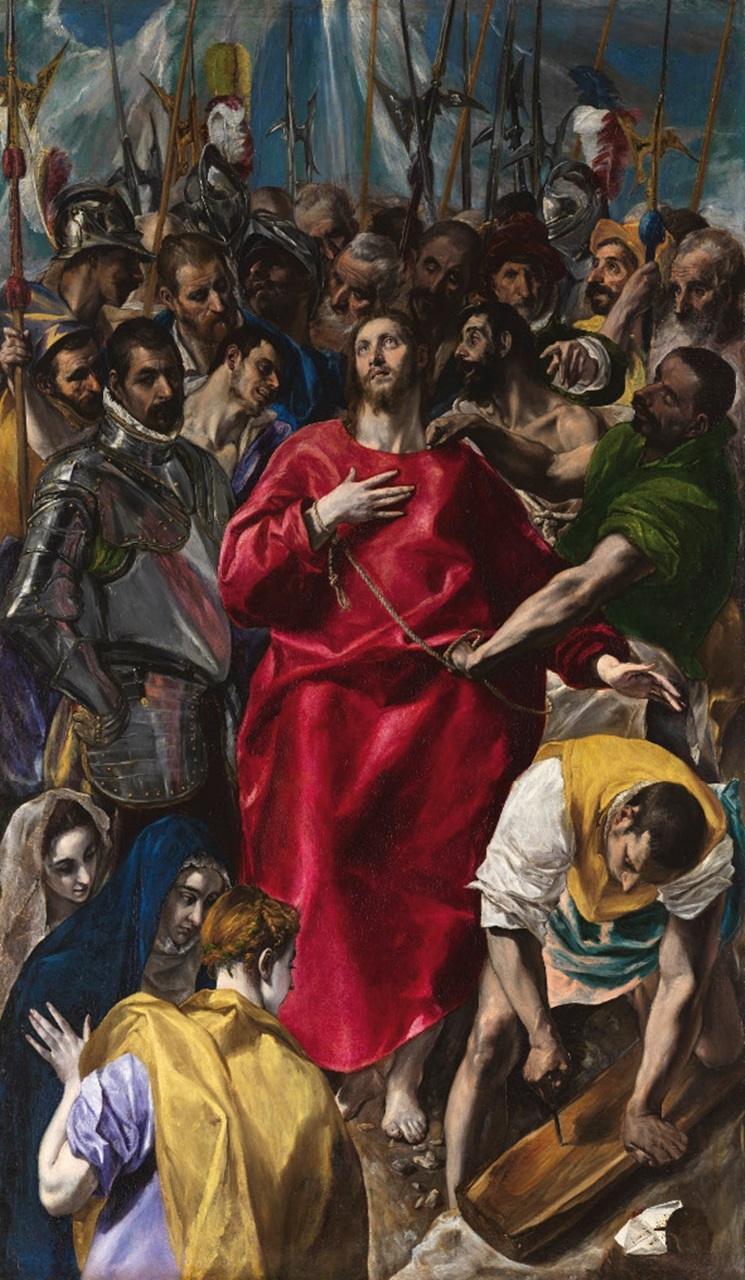
تَعْرِيَة الْمَسيح، بريشة إل غريكو من مُقتَنيات كاتدرائية طليطلة.

كانت روما وفلورنسا ومانتوفا مراكز للنهجية في إيطاليا، بينما سلك الرسم الفينيسي -الذي قدمه تيتيان خلال حياته المهنية الطويلة- اتجاهًا مختلفًا. هرب العديد من فناني النهجية الأوائل الذين عملوا في روما أثناء عشرينيات القرن السادس عشر من المدينة بعد احتلال روما عام 1527. وأثناء انتشارهم في أوروبا القارية بحثًا عن عمل، انتشر أسلوبهم في إيطاليا وشمال أوروبا. وأصبح أسلوبهم هو الأسلوب الفني العالمي الأول بعد الفن القوطي. لم تكن أجزاء أخرى من أوروبا الشمالية على اتصال مباشر مع الفنانين الإيطاليين، ولكن كان أسلوب الفنانين النهجيين ظاهرًا في المطبوعات والكتب المصورة. اشترى الحكام الأوروبيين، بالإضافة إلى حكام آخرين، الأعمال الإيطالية، بينما استمر فنانون من أوروبا الشمالية بالسفر إلى إيطاليا، للمساعدة على نشر النمط الأسلوبي. أنشأ فنانون إيطاليون يعملون في الشمال حركة تُعرف باسم النهجية الشمالية. على سبيل المثال، صوّر برونزينو فرانسوا الأول ملك فرنسا في لوحته فينوس وكيوبيد، الحماقة والوقت (بالإنجليزية: Venus, Cupid, Flollu and Time). تراجع الأسلوب في إيطاليا بعد عام 1580، مع ظهور جيل جديد من الفنانين الذين أعادوا إحياء المذهب الطبيعي، من بينهم الإخوة كاراتشي، وكارافاجيو، وسيغولي. عرّف والتر فريدلاندر هذه الفترة بانهت «مناهضة للنهجية»، وكان أتباع النهجية الأوائل «مناهضين للكلاسيكية» في رد فعلهم الذي يبتعد عن القيم الجمالية لعصر النهضة العليا، واتُّفق اليوم على أن الإخوة كاراتشي وكارافاجيو هم من بدأوا الانتقال لرسم اللوحات بأسلوب الباروك الذي كان مسيطرًا بحلول القرن السابع عشر.
على أي حال، استمر وجود النهجية خارج إيطاليا حتى القرن السابع عشر، وكانت تُعرف في فرنسا -التي سافر إليها روسو ليعمل في مجلس مدرسة فونتينبلو الفنية- باسم «أسلوب الملك هنري الثاني»، وكان لها أثر مهم على فن العمارة. يُعد مجلس رودولف الثاني في براغ من بين المراكز الأخرى المهمة للنهجية الشمالية في أوروبا القارية، بالإضافة إلى هارلم (شمال هولندا) وأنتويرب. لا يُطبق الأسلوب النهجي كثيراً على الفنون البصرية والزخرفية الإنجليزية، إذ تُطبق الأساليب الأصلية مثل أسلوب العصرين «الإليزابيثي» و«اليعقوبي» بشكل أكبر. يمكن استثناء النهجية الحرفية في القرن السابع عشر من ذلك، إذ تُطبق على فن العمارة الذي يعتمد على كتب النماذج بدلًا من الاعتماد على الأنماط السابقة الموجودة في أوروبا القارية.

## معرض صور

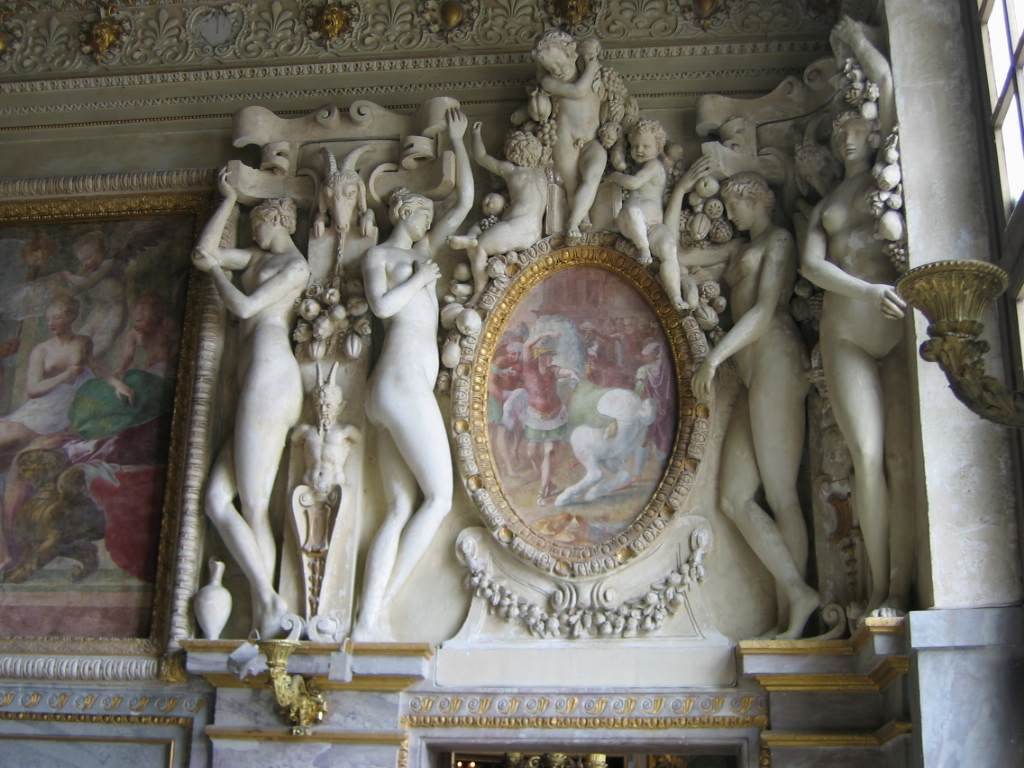
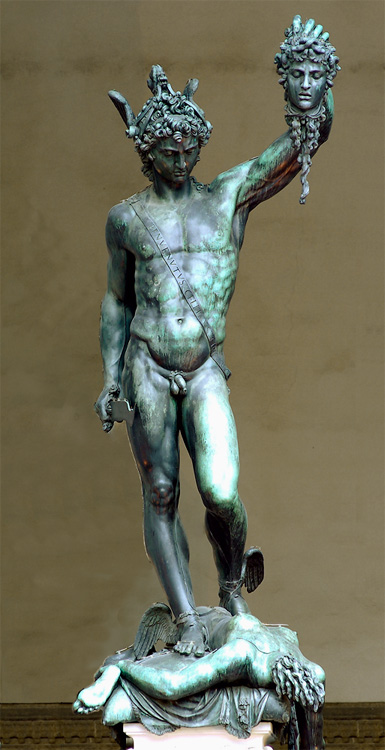
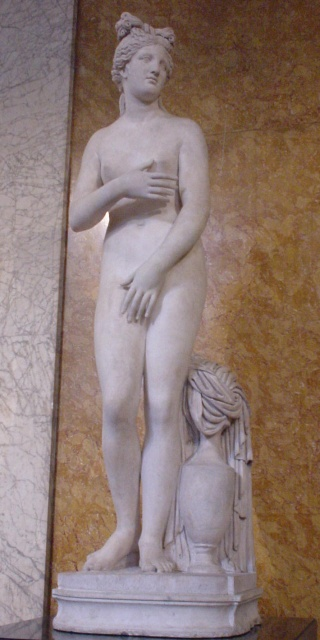
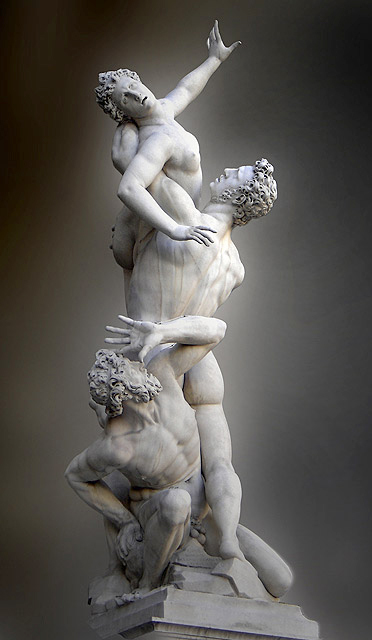
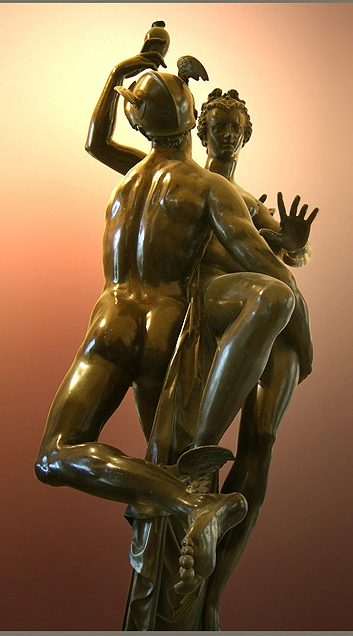
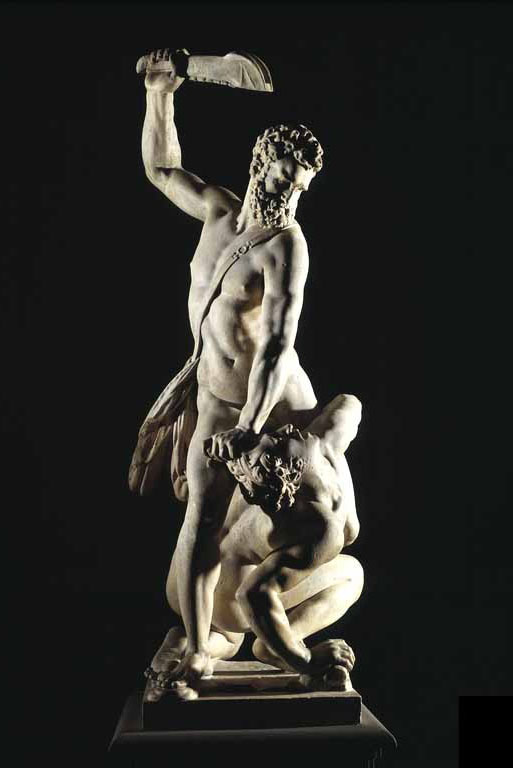